# یلچا
یلچا (به لاتین: Jelcza) یک روستا در لهستان است که در گمینا خارشنگتسا واقع شده‌است. یلچا ۶۸۰ نفر جمعیت دارد.